# Centre nautique Josselyn-Flahaut
Le centre nautique Josselyn-Flahaut est un centre nautique de l'île de La Réunion, département d'outre-mer français dans le sud-ouest de l'océan Indien.
Il est situé à Plateau Caillou, lieu-dit de la commune de Saint-Paul.
Doté de deux piscines, dont l'une de vingt-cinq par vingt-six mètres, il a accueilli depuis 2005 toutes les éditions du meeting international de l'océan Indien, un meeting de natation annuel organisé fin décembre par le comité régional de natation de La Réunion. Cela lui vaut d'avoir été le théâtre de plusieurs performances de niveau international, notamment des records de France et d'Europe en 2008.